# Alloscirtetica spegazzinii
Alloscirtetica spegazzinii är en biart som först beskrevs av Juan Brèthes 1910.  Alloscirtetica spegazzinii ingår i släktet Alloscirtetica och familjen långtungebin. Inga underarter finns listade i Catalogue of Life.